# Logansport, Indiana
Logansport är en stad (city) i Cass County, i delstaten Indiana, USA. Enligt United States Census Bureau har staden en folkmängd på 18 330 invånare (2011) och en landarea på 22,7 km². Logansport är huvudort i Cass County.